# Lizzella octella
Lizzella octella är en nässeldjursart som beskrevs av Ernst Haeckel 1879. Lizzella octella ingår i släktet Lizzella och familjen Bougainvilliidae. Inga underarter finns listade i Catalogue of Life.